# Trường Sa (huyện Trung Quốc)
Trường Sa (chữ Hán giản thể: 长沙县, Hán Việt: Trường Sa huyện) là một huyện thuộc thành phố Trường Sa, tỉnh Hồ Nam, Cộng hòa Nhân dân Trung Hoa. Huyện này nằm ở rìa phía bắc của miền trung Hồ Nam, phía bắc giáp Mịch La, Bình Giang, đông giáp Lưu Dương, nam giáp Nhạc Đường và Tương Đàm của Chu Lâm, tây giáp Khai Phúc, Phù Dung, Vũ Hoa và Thiên Tâm, tây bắc là Vọng Thành. Diện tích huyện này là 1997 km², dân số 755.500 người (2006). GDP huyện này năm 2006 là 23,02 tỷ nhân dân tệ